# Olympische Sommerspiele 2008/Tischtennis – Mannschaft (Männer)
Das Mannschaftswettbewerb der Männer im Tischtennis bei den Olympischen Spielen 2008 in Peking wurde vom 13. bis 18. August in der Peking University Gymnasium ausgetragen.

## Setzliste
Die Setzliste für den Mannschaftswettbewerb wurde basierend auf der ITTF-Weltrangliste von Juli 2008 erstellt.
| Rang | Gruppe | Nation            | Athleten               | Athleten                   | Athleten             | Athleten              |
| ---- | ------ | ----------------- | ---------------------- | -------------------------- | -------------------- | --------------------- |
| 1    | A      | China             | Wang Hao (1)           | Ma Lin (2)                 | Wang Liqin (4)       | Chen Qi (7)           |
| 2    | B      | Deutschland       | Timo Boll (6)          | Dimitrij Ovtcharov (14)    | Christian Süß (40)   | Bastian Steger (44)   |
| 3    | C      | Südkorea          | Ryu Seung-min (8)      | Oh Sang-eun (15)           | Yoon Jae-young (25)  | Lee Jung-woo (28)     |
| 4    | D      | Hongkong          | Li Ching (11)          | Cheung Yuk (12)            | Ko Lai Chak (30)     | Leung Chu Yan (50)    |
| 5    | D      | Japan             | Yo Kan (19)            | Jun Mizutani (22)          | Seiya Kishikawa (63) | Kaii Yoshida (35)     |
| 6    | C      | Chinesisch Taipeh | Chuang Chih-yuan (10)  | Chiang Peng-lung (23)      | Chang Yen-shu (109)  |                       |
| 7    | B      | Singapur          | Gao Ning (13)          | Yang Zi (34)               | Cai Xiaoli (170)     |                       |
| 8    | A      | Österreich        | Werner Schlager (16)   | Chen Weixing (37)          | Robert Gardos (47)   | Daniel Habesohn (150) |
| 9    | B      | Kroatien          | Zoran Primorac (32)    | Tan Ruiwu (43)             | Andrej Gaćina (118)  | Ronald Redjep (161)   |
| 10   | A      | Griechenland      | Kalinikos Kreanga (17) | Panagiotis Gionis (55)     | Daniel Tsiokas (120) |                       |
| 11   | C      | Schweden          | Jörgen Persson (33)    | Jens Lundqvist (58)        | Pär Gerell (62)      | Robert Svensson (105) |
| 12   | D      | Russland          | Alexei Smirnow (29)    | Fjodor Kusmin (69)         | Dmitri Masunow (84)  |                       |
| 13   | C      | Brasilien         | Thiago Monteiro (66)   | Gustavo Tsuboi (154)       | Hugo Hoyama (155)    | Cazuo Matsumoto (189) |
| 14   | D      | Nigeria           | Segun Toriola (113)    | Monday Merotohun (249)     | Kazeem Nosiru (260)  |                       |
| 15   | B      | Kanada            | Wilson Zhang (125)     | Peter-Paul Pradeeban (277) | Qiang Shen (377)     |                       |
| 16   | A      | Australien        | William Henzell (147)  | David Zalcberg (438)       | Kyle Davis (466)     |                       |

## Gruppenphase

### Gruppe A
| Rang | Nation       | Siege | Ndlg. | Spiele | Spiele | Punkte | Qualifikation           |
| ---- | ------------ | ----- | ----- | ------ | ------ | ------ | ----------------------- |
| 1    | China        | 3     | 3     | 0      | 9:0    | 6      | Halbfinale              |
| 2    | Österreich   | 3     | 2     | 1      | 6:3    | 5      | Play-off Bronzemedaille |
| 3    | Griechenland | 3     | 1     | 2      | 3:6    | 4      |                         |
| 4    | Australien   | 3     | 0     | 3      | 0:9    | 3      |                         |

| 13. August 2008 14:30 | China                 | 3:0 | Griechenland                        |                        |
|                       | Spieleübersicht       |     |                                     |                        |
| Ma Lin                | Ma Lin                | 3:0 | Panagiotis Gionis                   | 11:5, 11:5, 11:3       |
| Wang Hao              | Wang Hao              | 3:1 | Kalinikos Kreanga                   | 11:9, 11:9, 8:11, 11:8 |
| Wang Liqin / Wang Hao | Wang Liqin / Wang Hao | 3:1 | Ntaniel Tsiokas / Panagiotis Gionis | 9:11, 11:7, 11:8, 11:8 |

| 13. August 2008 14:30        | Österreich                   | 3:0 | Australien                       |                        |
|                              | Spieleübersicht              |     |                                  |                        |
| Chen Weixing                 | Chen Weixing                 | 3:0 | William Henzell                  | 11:9, 12:10, 11:6      |
| Werner Schlager              | Werner Schlager              | 3:0 | Kyle Davis                       | 11:6, 11:8, 11:4       |
| Robert Gardos / Chen Weixing | Robert Gardos / Chen Weixing | 3:1 | David Zalcberg / William Henzell | 11:4, 8:11, 11:8, 11:6 |

| 14. August 2008 10:00 | China               | 3:0 | Australien                       |                         |
|                       | Spieleübersicht     |     |                                  |                         |
| Wang Hao              | Wang Hao            | 3:0 | Kyle Davis                       | 11:8, 11:7, 11:4        |
| Wang Liqin            | Wang Liqin          | 3:1 | William Henzell                  | 6:11, 12:10, 11:9, 11:9 |
| Ma Lin / Wang Liqin   | Ma Lin / Wang Liqin | 3:0 | David Zalcberg / William Henzell | 11:9, 12:10, 11:6       |

| 14. August 2008 10:00        | Österreich                   | 3:0 | Griechenland                        |                        |
|                              | Spieleübersicht              |     |                                     |                        |
| Robert Gardos                | Robert Gardos                | 3:0 | Kalinikos Kreanga                   | 11:6, 11:9, 11:9       |
| Werner Schlager              | Werner Schlager              | 3:1 | Panagiotis Gionis                   | 7:11, 11:7, 11:8, 11:6 |
| Chen Weixing / Robert Gardos | Chen Weixing / Robert Gardos | 3:0 | Ntaniel Tsiokas / Panagiotis Gionis | 11:7, 11:8, 11:4       |

| 14. August 2008 19:30 | China             | 3:0 | Österreich                   |                        |
|                       | Spieleübersicht   |     |                              |                        |
| Wang Hao              | Wang Hao          | 3:1 | Chen Weixing                 | 11:4, 9:11, 11:4, 11:5 |
| Wang Liqin            | Wang Liqin        | 3:0 | Werner Schlager              | 11:6, 11:4, 11:8       |
| Ma Lin / Wang Hao     | Ma Lin / Wang Hao | 3:1 | Robert Gardos / Chen Weixing | 11:7, 5:11, 11:4, 11:9 |

| 14. August 2008 19:30               | Griechenland                        | 3:0 | Australien                       |                  |
|                                     | Spieleübersicht                     |     |                                  |                  |
| Kalinikos Kreanga                   | Kalinikos Kreanga                   | 3:0 | Kyle Davis                       | 11:7, 11:4, 11:4 |
| Panagiotis Gionis                   | Panagiotis Gionis                   | 3:0 | William Henzell                  | 11:7, 11:8, 11:8 |
| Ntaniel Tsiokas / Panagiotis Gionis | Ntaniel Tsiokas / Panagiotis Gionis | 3:0 | David Zalcberg / William Henzell | 11:4, 11:7, 11:4 |

### Gruppe B
| Rang | Nation      | Siege | Ndlg. | Spiele | Spiele | Punkte | Qualifikation           |
| ---- | ----------- | ----- | ----- | ------ | ------ | ------ | ----------------------- |
| 1    | Deutschland | 3     | 3     | 0      | 9:1    | 6      | Halbfinale              |
| 2    | Kroatien    | 3     | 2     | 1      | 6:4    | 5      | Play-off Bronzemedaille |
| 3    | Singapur    | 3     | 1     | 2      | 5:6    | 4      |                         |
| 4    | Kanada      | 3     | 0     | 3      | 0:9    | 3      |                         |

| 13. August 2008 14:30     | Deutschland               | 3:0 | Kroatien                  |                                |
|                           | Spieleübersicht           |     |                           |                                |
| Timo Boll                 | Timo Boll                 | 3:2 | Zoran Primorac            | 9:11, 11:3, 11:9, 7:11, 11:9   |
| Dimitrij Ovtcharov        | Dimitrij Ovtcharov        | 3:2 | Tan Ruiwu                 | 13:11, 10:12, 9:11, 11:9, 11:9 |
| Christian Süß / Timo Boll | Christian Süß / Timo Boll | 3:1 | Andrej Gaćina / Tan Ruiwu | 12:10, 11:8, 12:14, 12:10      |

| 13. August 2008 14:30 | Singapur             | 3:0 | Kanada                            |                              |
|                       | Spieleübersicht      |     |                                   |                              |
| Gao Ning              | Gao Ning             | 3:1 | Wilson Zhang                      | 13:11, 11:4, 6:11, 11:9      |
| Yang Zi               | Yang Zi              | 3:2 | Peter-Paul Pradeeban              | 8:11, 11:4, 11:6, 8:11, 11:7 |
| Cai Xiaoli / Yang Zi  | Cai Xiaoli / Yang Zi | 3:1 | Shen Qiang / Peter-Paul Pradeeban | 9:11, 11:7, 13:11, 11:5      |

| 14. August 2008 10:00     | Deutschland               | 3:0 | Kanada                            |                              |
|                           | Spieleübersicht           |     |                                   |                              |
| Dimitrij Ovtcharov        | Dimitrij Ovtcharov        | 3:1 | Wilson Zhang                      | 11:7, 5:11, 11:2, 11:6       |
| Timo Boll                 | Timo Boll                 | 3:2 | Peter-Paul Pradeeban              | 6:11, 7:11, 11:3, 11:2, 11:7 |
| Christian Süß / Timo Boll | Christian Süß / Timo Boll | 3:1 | Shen Qiang / Peter-Paul Pradeeban | 11:6, 7:11, 11:7, 11:5       |

| 14. August 2008 10:00 | Singapur             | 1:3 | Kroatien                  |                           |  |
|                       | Spieleübersicht      |     |                           |                           |  |
| Yang Zi               | Yang Zi              | 0:3 | Tan Ruiwu                 | 8:11, 5:11, 8:11          |  |
| Gao Ning              | Gao Ning             | 3:1 | Zoran Primorac            | 10:12, 11:8, 11:9, 11:8   |  |
| Cai Xiaoli / Yang Zi  | Cai Xiaoli / Yang Zi | 1:3 | Andrej Gaćina / Tan Ruiwu | 12:10, 10:12, 11:13, 8:11 |  |
| Cai Xiaoli            | Cai Xiaoli           | 1:3 | Zoran Primorac            | 6:11, 6:11, 11:8, 5:11    |  |

| 14. August 2008 19:30     | Deutschland               | 3:1 | Singapur           |                               |  |
|                           | Spieleübersicht           |     |                    |                               |  |
| Timo Boll                 | Timo Boll                 | 3:0 | Cai Xiaoli         | 11:7, 11:2, 11:5              |  |
| Dimitrij Ovtcharov        | Dimitrij Ovtcharov        | 0:3 | Gao Ning           | 7:11, 7:11, 8:11              |  |
| Christian Süß / Timo Boll | Christian Süß / Timo Boll | 3:0 | Yang Zi / Gao Ning | 11:8, 11:3, 12:10             |  |
| Dimitrij Ovtcharov        | Dimitrij Ovtcharov        | 3:2 | Yang Zi            | 10:12, 11:3, 4:11, 11:6, 11:5 |  |

| 14. August 2008 19:30     | Kroatien                  | 3:0 | Kanada                            |                         |
|                           | Spieleübersicht           |     |                                   |                         |
| Tan Ruiwu                 | Tan Ruiwu                 | 3:1 | Peter-Paul Pradeeban              | 11:8, 11:7, 11:13, 11:8 |
| Zoran Primorac            | Zoran Primorac            | 3:0 | Wilson Zhang                      | 11:9, 11:6, 11:9        |
| Andrej Gaćina / Tan Ruiwu | Andrej Gaćina / Tan Ruiwu | 3:0 | Shen Qiang / Peter-Paul Pradeeban | 11:6, 11:6, 11:5        |

### Gruppe C
| Rang | Nation            | Spiele | Siege | Ndlg. | Spiele | Punkte | Qualifikation           |
| ---- | ----------------- | ------ | ----- | ----- | ------ | ------ | ----------------------- |
| 1    | Südkorea          | 3      | 3     | 0     | 9:2    | 6      | Halbfinale              |
| 2    | Chinesisch Taipeh | 3      | 2     | 1     | 7:6    | 5      | Play-off Bronzemedaille |
| 3    | Schweden          | 3      | 1     | 2     | 5:6    | 4      |                         |
| 4    | Brasilien         | 3      | 0     | 3     | 2:9    | 3      |                         |

| 13. August 2008 10:00        | Südkorea                     | 3:0 | Schweden                    |                               |
|                              | Spieleübersicht              |     |                             |                               |
| Ryu Seung-min                | Ryu Seung-min                | 3:0 | Jörgen Persson              | 11:8, 11:5, 11:6              |
| Oh Sang-eun                  | Oh Sang-eun                  | 3:1 | Jens Lundqvist              | 11:4, 7:11, 12:10, 11:7       |
| Yoon Jae-young / Oh Sang-eun | Yoon Jae-young / Oh Sang-eun | 3:2 | Pär Gerell / Jens Lundqvist | 11:13, 11:5, 9:11, 11:3, 11:4 |

| 13. August 2008 10:00            | Chinesisch Taipeh                | 3:1 | Brasilien                        |                          |  |
|                                  | Spieleübersicht                  |     |                                  |                          |  |
| Chuang Chih-yuan                 | Chuang Chih-yuan                 | 1:3 | Hugo Hoyama                      | 11:6, 11:13, 4:11, 10:12 |  |
| Chiang Peng-lung                 | Chiang Peng-lung                 | 3:0 | Thiago Monteiro                  | 11:9, 11:5, 11:7         |  |
| Chang Yen-shu / Chiang Peng-lung | Chang Yen-shu / Chiang Peng-lung | 3:1 | Gustavo Tsuboi / Thiago Monteiro | 11:9, 11:6, 12:14, 11:5  |  |
| Chuang Chih-yuan                 | Chuang Chih-yuan                 | 3:0 | Gustavo Tsuboi                   | 11:3, 11:8, 12:10        |  |

| 13. August 2008 19:30        | Südkorea                     | 3:1 | Brasilien                        |                        |  |
|                              | Spieleübersicht              |     |                                  |                        |  |
| Ryu Seung-min                | Ryu Seung-min                | 0:3 | Thiago Monteiro                  | 3:11, 10:12, 8:11      |  |
| Oh Sang-eun                  | Oh Sang-eun                  | 3:1 | Hugo Hoyama                      | 11:1, 11:4, 7:11, 11:4 |  |
| Yoon Jae-young / Oh Sang-eun | Yoon Jae-young / Oh Sang-eun | 3:0 | Gustavo Tsuboi / Thiago Monteiro | 11:4, 11:4, 11:6       |  |
| Yoon Jae-young               | Yoon Jae-young               | 3:0 | Hugo Hoyama                      | 14:12, 11:5, 11:5      |  |

| 13. August 2008 19:30            | Chinesisch Taipeh                | 3:2 | Schweden                    |                               |  |
|                                  | Spieleübersicht                  |     |                             |                               |  |
| Chuang Chih-yuan                 | Chuang Chih-yuan                 | 3:0 | Jens Lundqvist              | 11:2, 11:8, 11:4              |  |
| Chiang Peng-lung                 | Chiang Peng-lung                 | 1:3 | Jörgen Persson              | 16:14, 6:11, 8:11, 12:14      |  |
| Chang Yen-shu / Chiang Peng-lung | Chang Yen-shu / Chiang Peng-lung | 3:1 | Pär Gerell / Jens Lundqvist | 2:11, 11:8, 11:6, 11:6        |  |
| Chang Yen-shu                    | Chang Yen-shu                    | 0:3 | Jörgen Persson              | 9:11, 7:11, 5:11              |  |
| Chuang Chih-yuan                 | Chuang Chih-yuan                 | 3:2 | Pär Gerell                  | 11:1, 11:13, 11:4, 6:11, 11:7 |  |

| 14. August 2008 14:30        | Südkorea                     | 3:1 | Chinesisch Taipeh                |                               |  |
|                              | Spieleübersicht              |     |                                  |                               |  |
| Ryu Seung-min                | Ryu Seung-min                | 1:3 | Chuang Chih-yuan                 | 11:5, 8:11, 7:11, 17:19       |  |
| Oh Sang-eun                  | Oh Sang-eun                  | 3:1 | Chiang Peng-lung                 | 11:2, 11:8, 8:11, 11:5        |  |
| Yoon Jae-young / Oh Sang-eun | Yoon Jae-young / Oh Sang-eun | 3:2 | Chang Yen-shu / Chiang Peng-lung | 6:11, 11:9, 11:8, 7:11, 14:12 |  |
| Ryu Seung-min                | Ryu Seung-min                | 3:2 | Chang Yen-shu                    | 11:7, 6:11, 5:11, 11:7, 11:9  |  |

| 14. August 2008 14:30       | Schweden                    | 3:0 | Brasilien                     |                                 |
|                             | Spieleübersicht             |     |                               |                                 |
| Pär Gerell                  | Pär Gerell                  | 3:2 | Thiago Monteiro               | 6:11, 12:14, 13:11, 13:11, 11:4 |
| Jens Lundqvist              | Jens Lundqvist              | 3:0 | Gustavo Tsuboi                | 11:8, 11:8, 11:5                |
| Jörgen Persson / Pär Gerell | Jörgen Persson / Pär Gerell | 3:0 | Hugo Hoyama / Thiago Monteiro | 11:7, 12:10, 11:8               |

### Gruppe D
| Rang | Nation   | Spiele | Siege | Ndlg. | Spiele | Punkte | Qualifikation           |
| ---- | -------- | ------ | ----- | ----- | ------ | ------ | ----------------------- |
| 1    | Japan    | 3      | 3     | 0     | 9:0    | 6      | Halbfinale              |
| 2    | Hongkong | 3      | 2     | 1     | 6:4    | 5      | Play-off Bronzemedaille |
| 3    | Nigeria  | 3      | 1     | 2     | 3:8    | 4      |                         |
| 4    | Russland | 3      | 0     | 3     | 3:9    | 3      |                         |

| 13. August 2008 10:00  | Hongkong               | 3:1 | Russland                        |                               |  |
|                        | Spieleübersicht        |     |                                 |                               |  |
| Ko Lai Chak            | Ko Lai Chak            | 3:2 | Fjodor Kusmin                   | 8:11, 11:9, 11:2, 6:11, 11:5  |  |
| Cheung Yuk             | Cheung Yuk             | 1:3 | Alexei Smirnow                  | 11:9, 10:12, 9:11, 10:12      |  |
| Li Ching / Ko Lai Chak | Li Ching / Ko Lai Chak | 3:2 | Dmitri Masunow / Alexei Smirnow | 4:11, 8:11, 11:7, 11:5, 12:10 |  |
| Cheung Yuk             | Cheung Yuk             | 3:0 | Dmitri Masunow                  | 11:8, 11:9, 11:8              |  |

| 13. August 2008 10:00          | Japan                          | 3:0 | Nigeria                          |                        |
|                                | Spieleübersicht                |     |                                  |                        |
| Jun Mizutani                   | Jun Mizutani                   | 3:1 | Segun Toriola                    | 11:9, 3:11, 11:9, 11:8 |
| Yo Kan                         | Yo Kan                         | 3:1 | Monday Merotohun                 | 11:5, 11:4, 9:11, 11:7 |
| Seiya Kishikawa / Jun Mizutani | Seiya Kishikawa / Jun Mizutani | 3:0 | Kazeem Nosiru / Monday Merotohun | 11:9, 11:9, 11:7       |

| 13. August 2008 19:30  | Hongkong               | 3:0 | Nigeria                          |                               |
|                        | Spieleübersicht        |     |                                  |                               |
| Li Ching               | Li Ching               | 3:2 | Segun Toriola                    | 9:11, 11:4, 11:13, 11:8, 11:6 |
| Cheung Yuk             | Cheung Yuk             | 3:2 | Monday Merotohun                 | 11:1, 12:14, 11:3, 7:11, 11:4 |
| Ko Lai Chak / Li Ching | Ko Lai Chak / Li Ching | 3:1 | Kazeem Nosiru / Monday Merotohun | 7:11, 11:7, 11:4, 11:9        |

| 13. August 2008 19:30          | Japan                          | 3:0 | Russland                        |                          |
|                                | Spieleübersicht                |     |                                 |                          |
| Jun Mizutani                   | Jun Mizutani                   | 3:1 | Dmitri Masunow                  | 12:10, 11:8, 4:11, 11:9  |
| Yo Kan                         | Yo Kan                         | 3:1 | Fjodor Kusmin                   | 11:2, 10:12, 11:5, 14:12 |
| Seiya Kishikawa / Jun Mizutani | Seiya Kishikawa / Jun Mizutani | 3:0 | Alexei Smirnow / Dmitri Masunow | 11:4, 11:6, 11:5         |

| 14. August 2008 14:30  | Hongkong               | 0:3 | Japan                          |                                 |
|                        | Spieleübersicht        |     |                                |                                 |
| Ko Lai Chak            | Ko Lai Chak            | 1:3 | Yo Kan                         | 5:11, 8:11, 13:11, 9:11         |
| Cheung Yuk             | Cheung Yuk             | 1:3 | Jun Mizutani                   | 5:11, 6:11, 11:6, 6:11          |
| Li Ching / Ko Lai Chak | Li Ching / Ko Lai Chak | 2:3 | Seiya Kishikawa / Jun Mizutani | 11:5, 4:11, 14:12, 12:14, 13:15 |

| 14. August 2008 14:30          | Russland                       | 2:3 | Nigeria                          |                                |  |
|                                | Spieleübersicht                |     |                                  |                                |  |
| Fjodor Kusmin                  | Fjodor Kusmin                  | 3:1 | Segun Toriola                    | 9:11, 12:10, 11:5, 11:9        |  |
| Alexei Smirnow                 | Alexei Smirnow                 | 1:3 | Monday Merotohun                 | 10:12, 11:9, 8:11, 7:11        |  |
| Dmitri Masunow / Fjodor Kusmin | Dmitri Masunow / Fjodor Kusmin | 3:0 | Kazeem Nosiru / Monday Merotohun | 11:5, 11:5, 11:4               |  |
| Dmitri Masunow                 | Dmitri Masunow                 | 2:3 | Segun Toriola                    | 12:10, 11:9, 8:11, 7:11, 11:13 |  |
| Alexei Smirnow                 | Alexei Smirnow                 | 2:3 | Kazeem Nosiru                    | 11:5, 7:11, 11:9, 7:11, 9:11   |  |

## Finalrunde
|  | Halbfinale | Halbfinale | Halbfinale  | Halbfinale | Halbfinale | Halbfinale | Halbfinale  |   |   | Finale | Finale | Finale | Finale | Finale | Finale | Finale |
|  |            |            |             |            |            |            |             |   |   |        |        |        |        |        |        |        |
|  | A1         | China      | 3           | 3          | 3          |            |             |   |   |        |        |        |        |        |        |        |
|  | C1         | Südkorea   | 2           | 1          | 0          |            |             |   |   |        |        |        |        |        |        |        |
|  | C1         | Südkorea   | 2           | 1          | 0          | A1         | China       | 3 | 3 | 3      |        |        |        |        |        |        |
|  |            |            |             |            |            |            |             | 3 | 3 | 3      |        |        |        |        |        |        |
|  |            | B1         | Deutschland | 0          | 1          | 1          |             |   |   |        |        |        |        |        |        |        |
|  | B1         | B1         | Deutschland | 0          | 1          | 1          | Deutschland | 3 | 3 | 1      | 2      | 3      |        |        |        |        |
|  | B1         |            |             |            |            |            |             |   | 3 | 1      | 2      | 3      |        |        |        |        |
|  | D1         | Japan      | 2           | 1          | 3          | 3          | 2           |   |   |        |        |        |        |        |        |        |

| Play-off Bronzemedaille Runde 1 | Play-off Bronzemedaille Runde 1 | Play-off Bronzemedaille Runde 1 | Play-off Bronzemedaille Runde 1 | Play-off Bronzemedaille Runde 1 | Play-off Bronzemedaille Runde 1 | Play-off Bronzemedaille Runde 1 |  |    | Play-off Bronzemedaille Runde 2 | Play-off Bronzemedaille Runde 2 | Play-off Bronzemedaille Runde 2 | Play-off Bronzemedaille Runde 2 | Play-off Bronzemedaille Runde 2 | Play-off Bronzemedaille Runde 2 | Play-off Bronzemedaille Runde 2 |          |   | Spiel um Bronze | Spiel um Bronze | Spiel um Bronze | Spiel um Bronze | Spiel um Bronze | Spiel um Bronze | Spiel um Bronze |
|                                 |                                 |                                 |                                 |                                 |                                 |                                 |  |    |                                 |                                 |                                 |                                 |                                 |                                 |                                 |          |   |                 |                 |                 |                 |                 |                 |                 |
| D2                              | Hongkong                        | 3                               | 3                               | 3                               |                                 |                                 |  |    |                                 |                                 |                                 |                                 |                                 |                                 |                                 |          |   |                 |                 |                 |                 |                 |                 |                 |
| C2                              | Chinesisch Taipeh               | 0                               | 2                               | 0                               |                                 |                                 |  | C1 | Südkorea                        | 3                               | 2                               | 3                               | 3                               |                                 |                                 |          |   |                 |                 |                 |                 |                 |                 |                 |
|                                 |                                 |                                 |                                 |                                 |                                 |                                 |  |    | D2                              | Hongkong                        | 1                               | 3                               | 2                               | 2                               |                                 |          |   |                 |                 |                 |                 |                 |                 |                 |
|                                 |                                 |                                 |                                 |                                 |                                 |                                 |  |    |                                 |                                 |                                 |                                 |                                 |                                 | C1                              | Südkorea | 3 | 1               | 3               | 3               |                 |                 |                 |                 |
| A2                              | Österreich                      | 3                               | 3                               | 2                               | 3                               |                                 |  |    | A2                              | Österreich                      | 1                               | 3                               | 0                               | 0                               |                                 |          |   |                 |                 |                 |                 |                 |                 |                 |
| B2                              | Kroatien                        | 0                               | 0                               | 3                               | 1                               |                                 |  | D1 | Japan                           | 3                               | 0                               | 2                               | 1                               |                                 |                                 |          |   |                 |                 |                 |                 |                 |                 |                 |
|                                 |                                 |                                 |                                 |                                 |                                 |                                 |  |    | A2                              | Österreich                      | 0                               | 3                               | 3                               | 3                               |                                 |          |   |                 |                 |                 |                 |                 |                 |                 |
|                                 |                                 |                                 |                                 |                                 |                                 |                                 |  |    |                                 |                                 |                                 |                                 |                                 |                                 |                                 |          |   |                 |                 |                 |                 |                 |                 |                 |

### Play-off Bronzemedaille Runde 1
| 15. August 2008 09:00  | Hongkong               | 3:0 | Chinesisch Taipeh                |                                 |
|                        | Spieleübersicht        |     |                                  |                                 |
| Cheung Yuk             | Cheung Yuk             | 3:0 | Chuang Chih-yuan                 | 11:8, 11:4, 11:6                |
| Li Ching               | Li Ching               | 3:2 | Chiang Peng-lung                 | 11:9, 11:13, 10:12, 11:9, 13:11 |
| Ko Lai Chak / Li Ching | Ko Lai Chak / Li Ching | 3:0 | Chang Yen-shu / Chiang Peng-lung | 11:8, 12:10, 11:8               |

| 15. August 2008 09:00        | Österreich                   | 3:1 | Kroatien                  |                                 |  |
|                              | Spieleübersicht              |     |                           |                                 |  |
| Werner Schlager              | Werner Schlager              | 3:0 | Tan Ruiwu                 | 11:9, 11:9, 11:8                |  |
| Chen Weixing                 | Chen Weixing                 | 3:0 | Zoran Primorac            | 12:10, 13:11, 11:6              |  |
| Robert Gardos / Chen Weixing | Robert Gardos / Chen Weixing | 2:3 | Andrej Gaćina / Tan Ruiwu | 11:8, 11:9, 11:13, 11:13, 10:12 |  |
| Werner Schlager              | Werner Schlager              | 3:1 | Andrej Gaćina             | 13:11, 11:8, 9:11, 12:10        |  |

### Halbfinale
| 16. August 2008 14:30          | Japan                          | 2:3 | Deutschland                        |                                 |  |
|                                | Spieleübersicht                |     |                                    |                                 |  |
| Yo Kan                         | Yo Kan                         | 2:3 | Dimitrij Ovtcharov                 | 7:11, 13:11, 11:13, 11:9, 10:12 |  |
| Jun Mizutani                   | Jun Mizutani                   | 1:3 | Timo Boll                          | 5:11, 11:8, 4:11, 7:11          |  |
| Seiya Kishikawa / Jun Mizutani | Seiya Kishikawa / Jun Mizutani | 3:1 | Christian Süß / Dimitrij Ovtcharov | 4:11, 11:6, 11:9, 14:12         |  |
| Yo Kan                         | Yo Kan                         | 3:2 | Christian Süß                      | 5:11, 8:11, 12:10, 11:9, 13:11  |  |
| Seiya Kishikawa                | Seiya Kishikawa                | 2:3 | Timo Boll                          | 7:11, 12:10, 6:11, 11:8, 5:11   |  |

| 16. August 2008 19:30 | China                 | 3:0 | Südkorea                     |                                |
|                       | Spieleübersicht       |     |                              |                                |
| Ma Lin                | Ma Lin                | 3:2 | Oh Sang-eun                  | 11:8, 7:11, 10:12, 13:11, 11:5 |
| Wang Hao              | Wang Hao              | 3:1 | Ryu Seung-min                | 11:7, 6:11, 11:9, 11:6         |
| Wang Liqin / Wang Hao | Wang Liqin / Wang Hao | 3:0 | Yoon Jae-young / Oh Sang-eun | 11:4, 11:6, 11:5               |

### Play-off Bronzemedaille Runde 2
| 17. August 2008 10:00          | Südkorea                       | 3:1 | Hongkong               |                               |  |
|                                | Spieleübersicht                |     |                        |                               |  |
| Oh Sang-eun                    | Oh Sang-eun                    | 3:1 | Cheung Yuk             | 11:7, 12:10, 14:16, 11:2      |  |
| Ryu Seung-min                  | Ryu Seung-min                  | 2:3 | Li Ching               | 9:11, 8:11, 11:8, 11:9, 7:11  |  |
| Yoon Jae-young / Ryu Seung-min | Yoon Jae-young / Ryu Seung-min | 3:2 | Ko Lai Chak / Li Ching | 9:11, 6:11, 11:7, 11:7, 11:5  |  |
| Oh Sang-eun                    | Oh Sang-eun                    | 3:2 | Ko Lai Chak            | 7:11, 10:12, 11:8, 11:9, 11:3 |  |

| 17. August 2008 10:00        | Österreich                   | 3:1 | Japan                          |                               |  |
|                              | Spieleübersicht              |     |                                |                               |  |
| Werner Schlager              | Werner Schlager              | 0:3 | Yo Kan                         | 8:11, 3:11, 10:12             |  |
| Chen Weixing                 | Chen Weixing                 | 3:0 | Jun Mizutani                   | 11:4, 14:12, 11:7             |  |
| Robert Gardos / Chen Weixing | Robert Gardos / Chen Weixing | 3:2 | Seiya Kishikawa / Jun Mizutani | 11:9, 6:11, 11:6, 5:11, 14:12 |  |
| Robert Gardos                | Robert Gardos                | 3:1 | Yo Kan                         | 10:12, 11:7, 11:9, 11:7       |  |

### Spiel um Bronze
| 18. August 2008 14:30        | Südkorea                     | 3:1 | Österreich                   |                          |  |
|                              | Spieleübersicht              |     |                              |                          |  |
| Oh Sang-eun                  | Oh Sang-eun                  | 3:1 | Werner Schlager              | 10:12, 11:5, 11:8, 11:5  |  |
| Ryu Seung-min                | Ryu Seung-min                | 1:3 | Robert Gardos                | 12:14, 8:11, 13:11, 5:11 |  |
| Yoon Jae-young / Oh Sang-eun | Yoon Jae-young / Oh Sang-eun | 3:0 | Chen Weixing / Robert Gardos | 11:8, 11:4, 13:11        |  |
| Ryu Seung-min                | Ryu Seung-min                | 3:0 | Chen Weixing                 | 11:9, 11:5, 11:7         |  |

### Finale
| 18. August 2008 19:30 | China                 | 3:0 | Deutschland               |                         |
|                       | Spieleübersicht       |     |                           |                         |
| Wang Hao              | Wang Hao              | 3:0 | Dimitrij Ovtcharov        | 11:4, 11:8, 11:7        |
| Ma Lin                | Ma Lin                | 3:1 | Timo Boll                 | 11:7, 8:11, 11:4, 11:7  |
| Wang Liqin / Wang Hao | Wang Liqin / Wang Hao | 3:1 | Christian Süß / Timo Boll | 11:13, 11:5, 11:8, 11:7 |